# 31. leden
31. leden je 31. den roku podle gregoriánského kalendáře. Do konce roku zbývá 334 dní (335 v přestupném roce). Svátek má Marika.

## Události

### Česko
- 1846 – V Praze byla otevřena Měšťanská beseda, která se stala reprezentačním střediskem české národně uvědomělé společnosti v Praze.
- 1866 – Poslední veřejná poprava v Brně se konala v prostoru dnešní Údolní ulice a popraveným se stal loupežník Josef Čapek. Popravy se konaly v Brně i poté, ale už nikdy veřejně.
- 1917 – Vedení Českého svazu ve vlasti odmítlo snahy zahraničního odboje o osamostatnění českého národa, naopak vydalo prohlášení o věrnosti Rakousko-Uhersku.
- 1977 – V deníku Rudé právo, ústředním tiskovém orgánu Komunistické strany Československa, začal být zveřejňován seznam signatářů Anticharty.
- 2015 – U Kyšic byla zahájena ražba jižního tubusu Ejpovického tunelu (délka cca 4150 m byla proražena 7. června 2016).

### Svět
- 1208 – V bitvě u Leny je poražen švédský král Sverker II. princem Erikem Knutssonem.
- 1504 – Dohodou z Lyonu skončila druhá italská válka - Francie se vzdala Neapole ve prospěch Ferdinanda II. Aragonského.
- 1901 – V Moskvě se konala premiéra dramatu A. P. Čechova Tři sestry.
- 1915 – V bitvě u Bolimova proti Rusům poprvé Německo ve velkém použilo bojový plyn.
- 1943 – Jižní skupina 6. armády polního maršála Friedricha Pauluse u Stalingradu kapitulovala.
- 1944 – Americké síly se vylodily na Marshallových ostrovech.
- 1950 – Prezident USA Harry S. Truman vyzval komisi pro atomovou energii, aby urychlila vývoj vodíkové bomby.
- 1953 – Přes 1800 obětí si vyžádaly záplavy v Nizozemsku.
- 1958 – USA vypustily svoji první družici, Explorer 1, do vesmíru.
- 1961 – Šimpanz Ham se stal v rámci programu Merkur prvním živým tvorem, kterého USA dopravily do vesmíru.
- 1966 – Vystartovala Luna 9 – první sonda, která přistála měkce na Měsíci.
- 1968 – Republika Nauru vyhlásila nezávislost na Austrálii.
- 1990 – Otevřena první restaurace McDonald's v sovětské Moskvě.
- 1995 – Bill Clinton schválil úvěr pro Mexiko ve výši 20 miliard dolarů na stabilizaci tamní ekonomické situace.
- 2020 – Spojené království po 47 letech vystoupilo z Evropské unie.

## Narození

### Česko

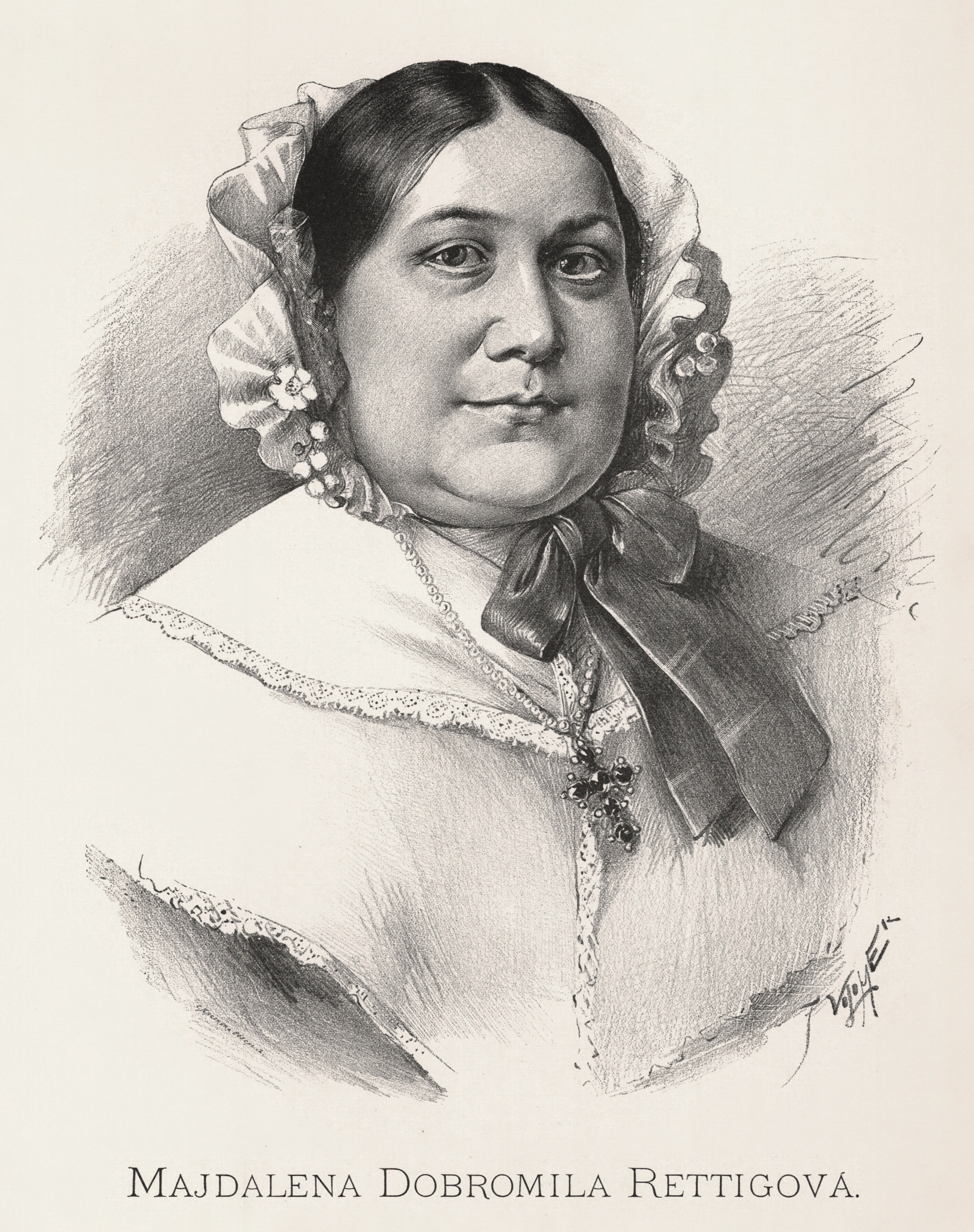
Magdalena Dobromila Rettigová (* 1785)

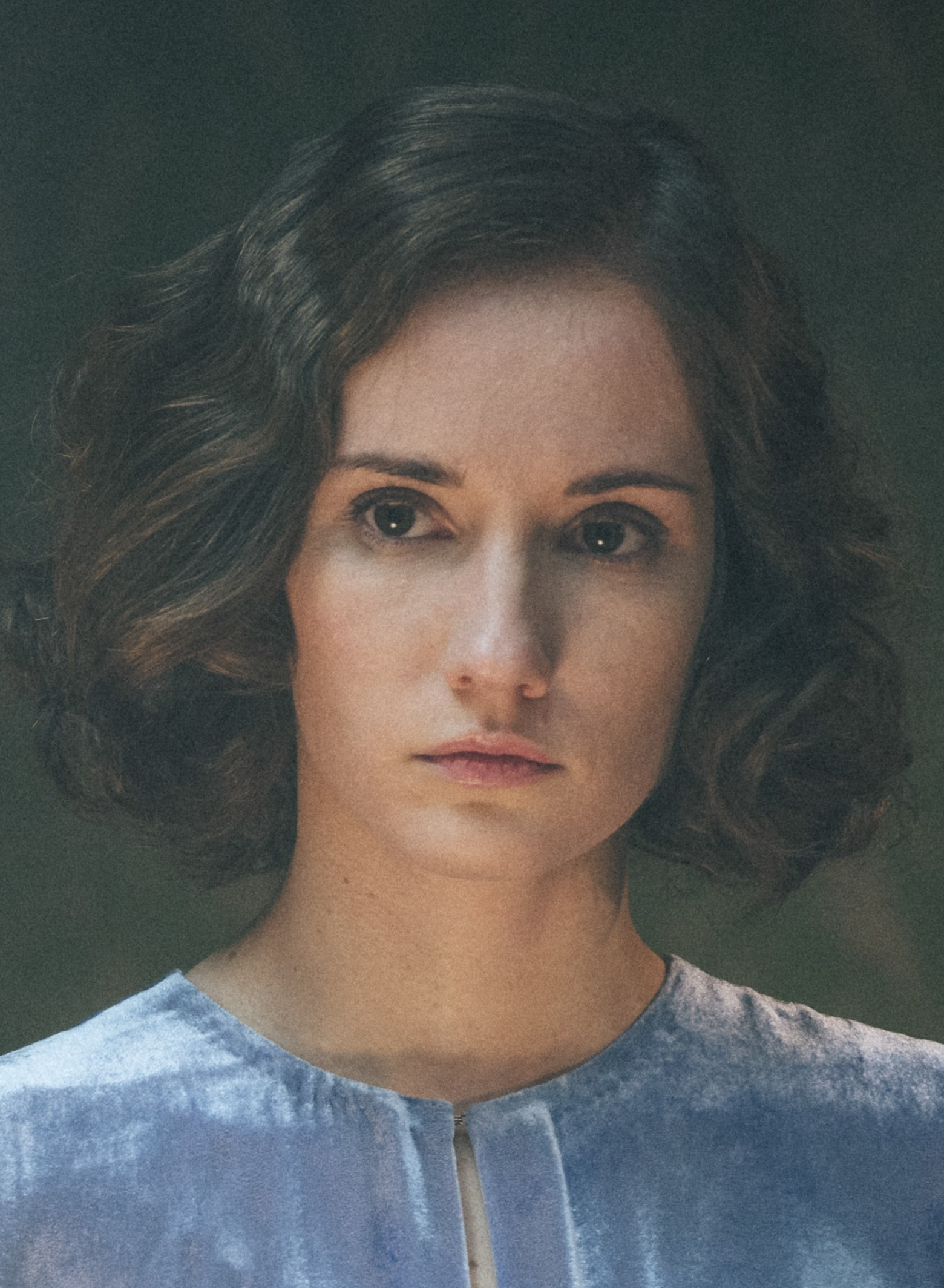
Eliška Křenková (* 1990)

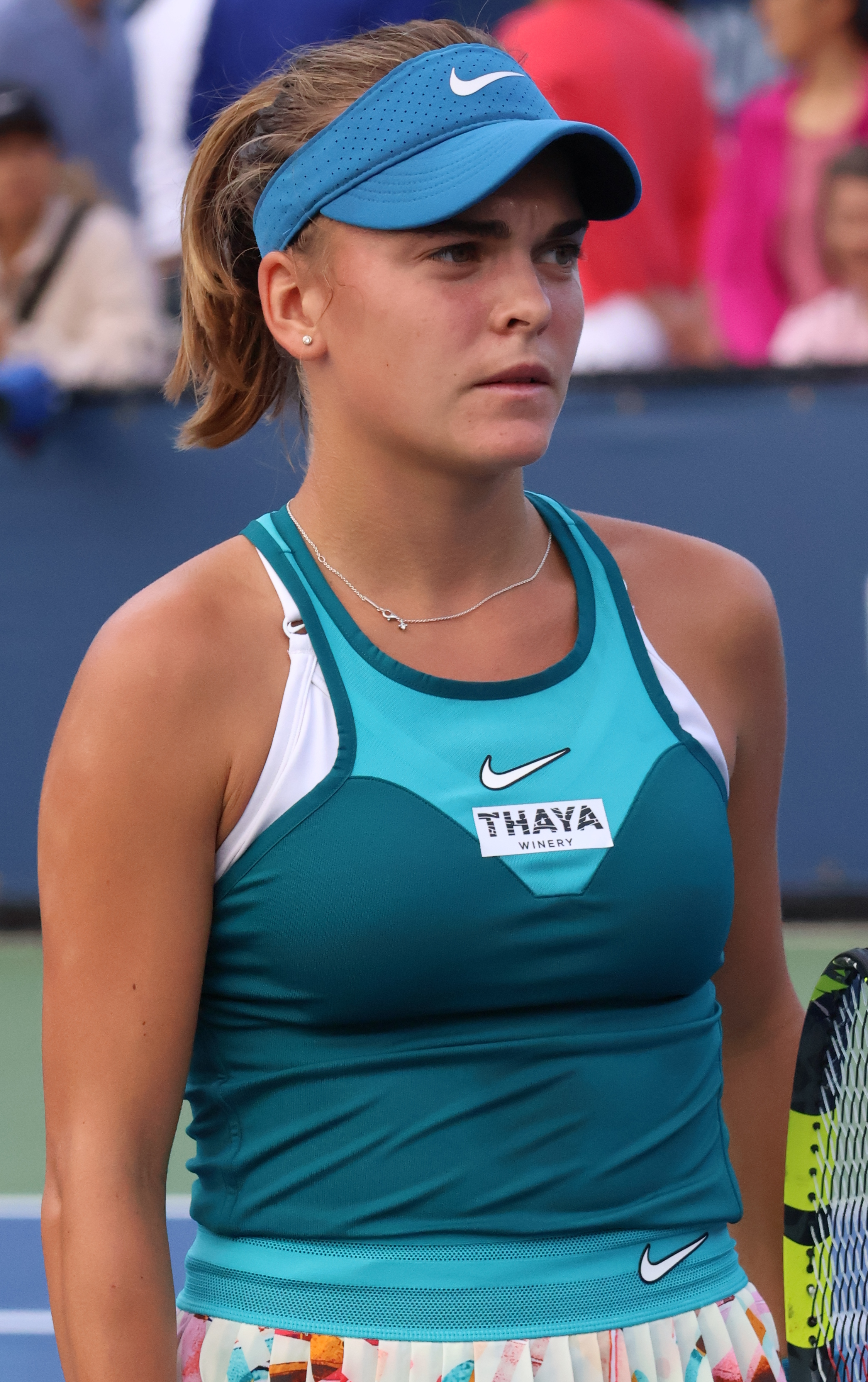
Sára Bejlek (* 2006)

- 1741 – Jan Křtitel Lachenbauer, biskup brněnský († 22. února 1799)
- 1754 – Ignác Jaksch, arciděkan v Horní Polici († 16. dubna 1824)
- 1778 – František Antonín Kolovrat, šlechtic a rakouský státník († 4. dubna 1861)
- 1785 – Magdalena Dobromila Rettigová, buditelka, spisovatelka, autorka kuchařek, básní, divadelních her a krátkých próz († 5. srpna 1845)
- 1845 – Adolf Kubeš, historik a filolog († 16. června 1908)
- 1849 – Božena Studničková, česká spisovatelka († 25. listopadu 1934)
- 1853 – František Pánek, československý politik († 27. května 1945)
- 1857 – Karel Krejčík, ilustrátor a karikaturista († 4. ledna 1901)
- 1871 – Bohumil Tomáš, dirigent a hudební skladatel († 6. září 1945)
- 1873 – Alois Zima, český architekt († 29. dubna 1960)
- 1874 – František Borový, český nakladatel († 20. března 1936)
- 1885 – Luisa Landová-Štychová, novinářka, popularizátorka vědy, feministka a politička († 31. srpna 1969)
- 1889
  - Antonín Matějček, český historik umění († 11. srpna 1950)
  - Jaroslav Radimský, český překladatel z polštiny († 2. května 1946)
- 1893 – Karel Husárek, československý divizní generál († 26. července 1972)
- 1894 – Jaroslav Novák, český skaut a spisovatel († 14. března 1965)
- 1900 – František Bureš, hudební skladatel a pedagog († 19. září 1959)
- 1905 – Antonín Moudrý, československý fotbalový reprezentant († 24. července 1979)
- 1906 – Emanuel Hruška, architekt († 16. srpna 1989)
- 1907 – Otto Jírovec, parazitolog († 7. března 1972)
- 1919 – Antonín Sum, osobní tajemník Jana Masaryka, politický vězeň († 15. srpna 2006)
- 1920 – Gustav Heverle, herec († 22. ledna 2008)
- 1921
  - Oleg Homola, literární vědec, spisovatel a politik († 8. prosince 2001)
  - Pravomil Raichl, protifašistický a protikomunistický bojovník († 25. února 2002)
- 1922 – Jaroslav Klemeš, příslušník paradesantního výsadku Platinum-Pewter († 7. srpna 2017)
- 1923
  - Vladimír Kýn, sochař, výtvarník a ilustrátor († 11. října 2004)
  - Václav Chochola, fotograf († 27. srpna 2005)
- 1925 – Helena Voldan, česko-argentinská psycholožka a překladatelka († 26. října 2021)
- 1928 – Otakar Brůna, publicista, dramaturg a spisovatel († 17. října 2012)
- 1929 – Valerián Karoušek, sochař a horolezec († 31. května 1970)
- 1945
  - Mečislav Borák, český historik
  - Petr Pavlík, malíř, sochař, ilustrátor
- 1947 – Aleš Ulm, český zpěvák, scenárista, moderátor
- 1951 – Miroslav Kostelka, ministr obrany ČR
- 1953
  - Jiří Kunert, ekonom a bankéř († 2. září 2024)
  - Čestmír Vlček, primátor statutárního města Ostravy
- 1955 – Martin Patřičný, výtvarník a spisovatel
- 1970 – Milan Chovanec, politik
- 1976 – Tomáš Zíb, bývalý tenista
- 1990 – Eliška Křenková, herečka
- 1996 – Agáta Kestřánková, spisovatelka
- 2006 – Sára Bejlek, tenistka

### Svět

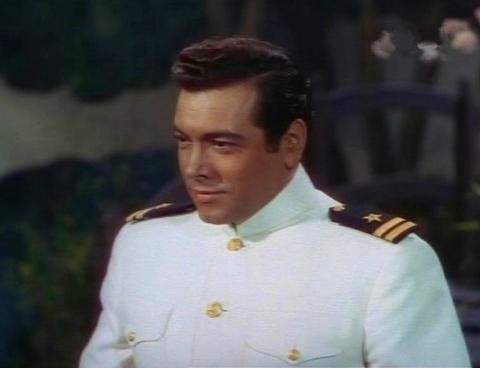
Mario Lanza (* 1921)

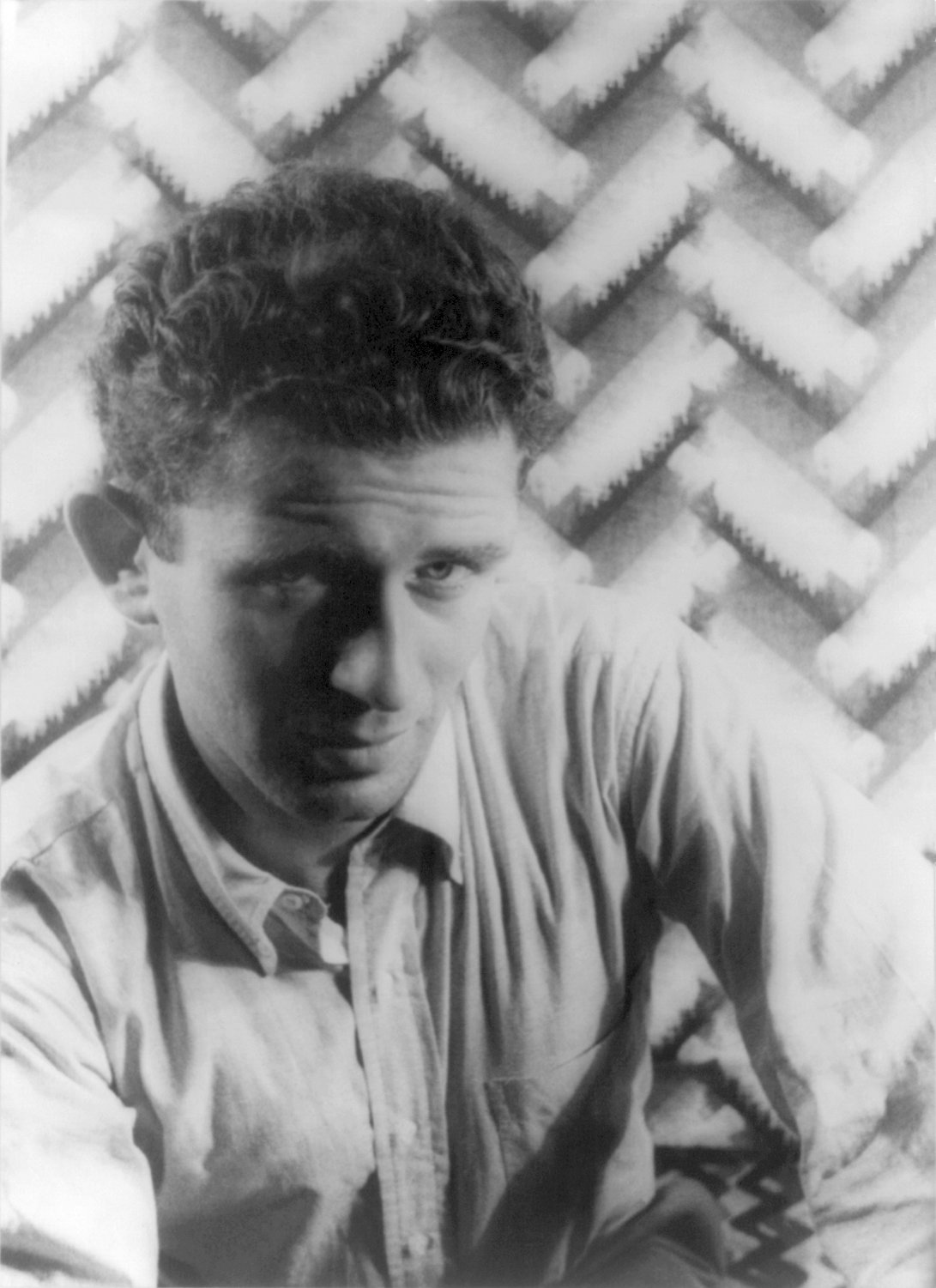
Norman Mailer (* 1923)

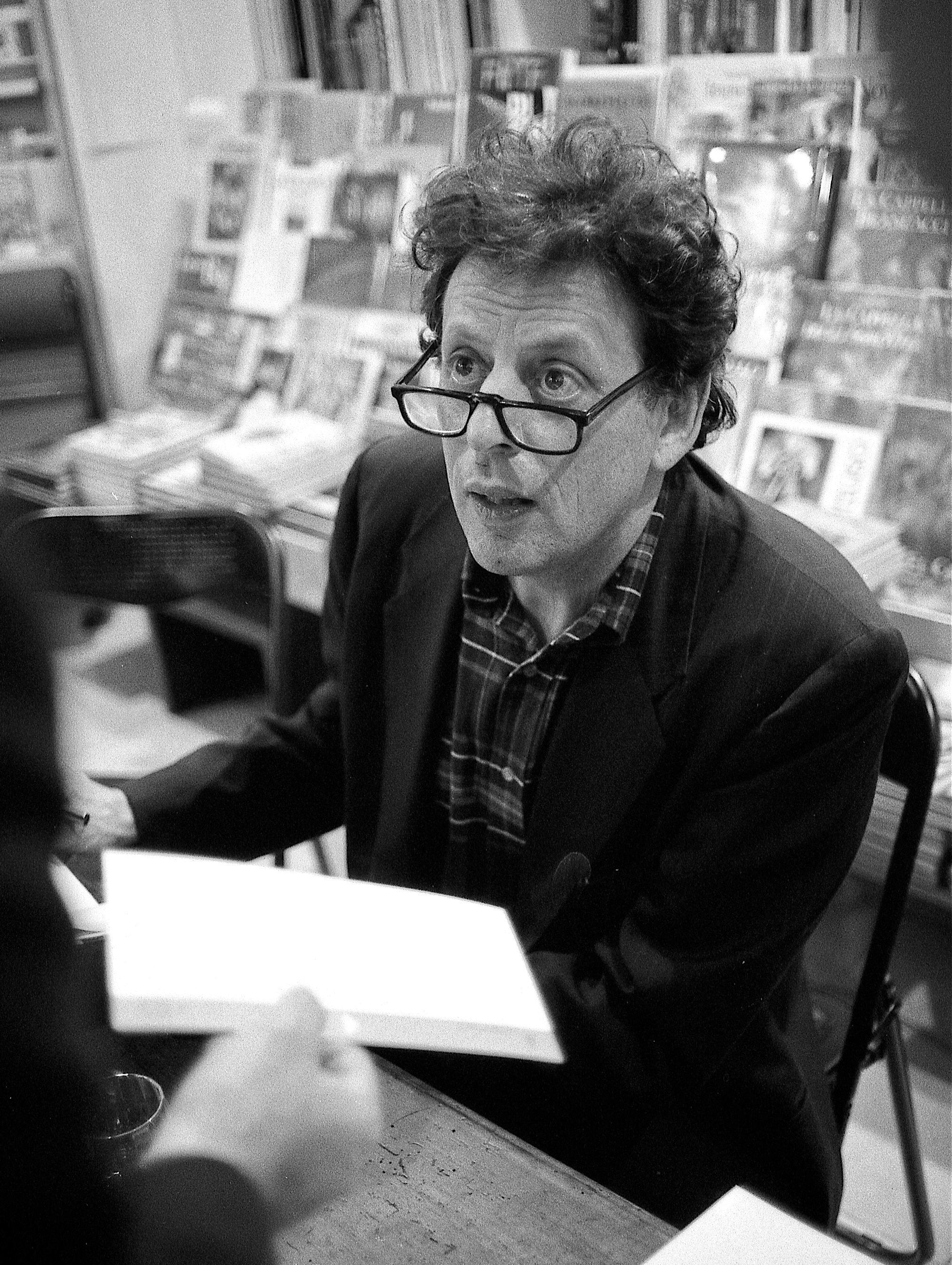
Philip Glass (* 1937)

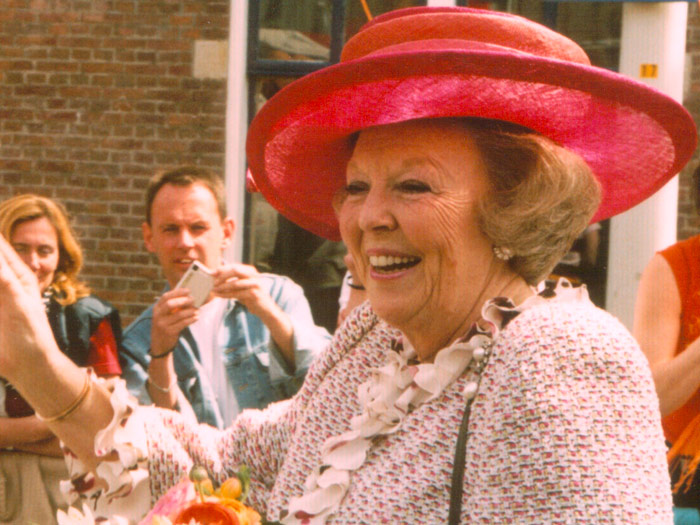
Beatrix Nizozemská (* 1938)

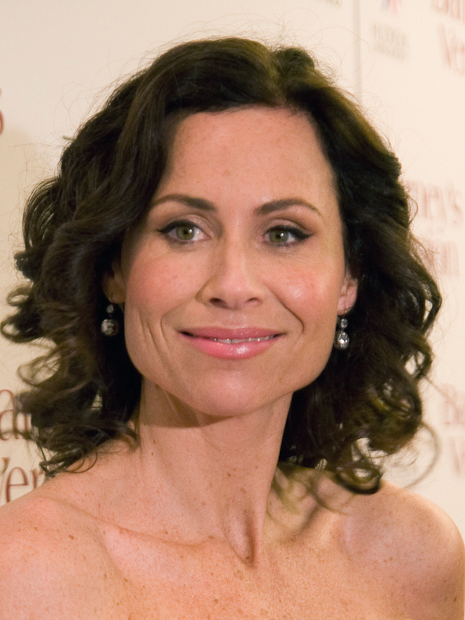
Minnie Driver (* 1970)

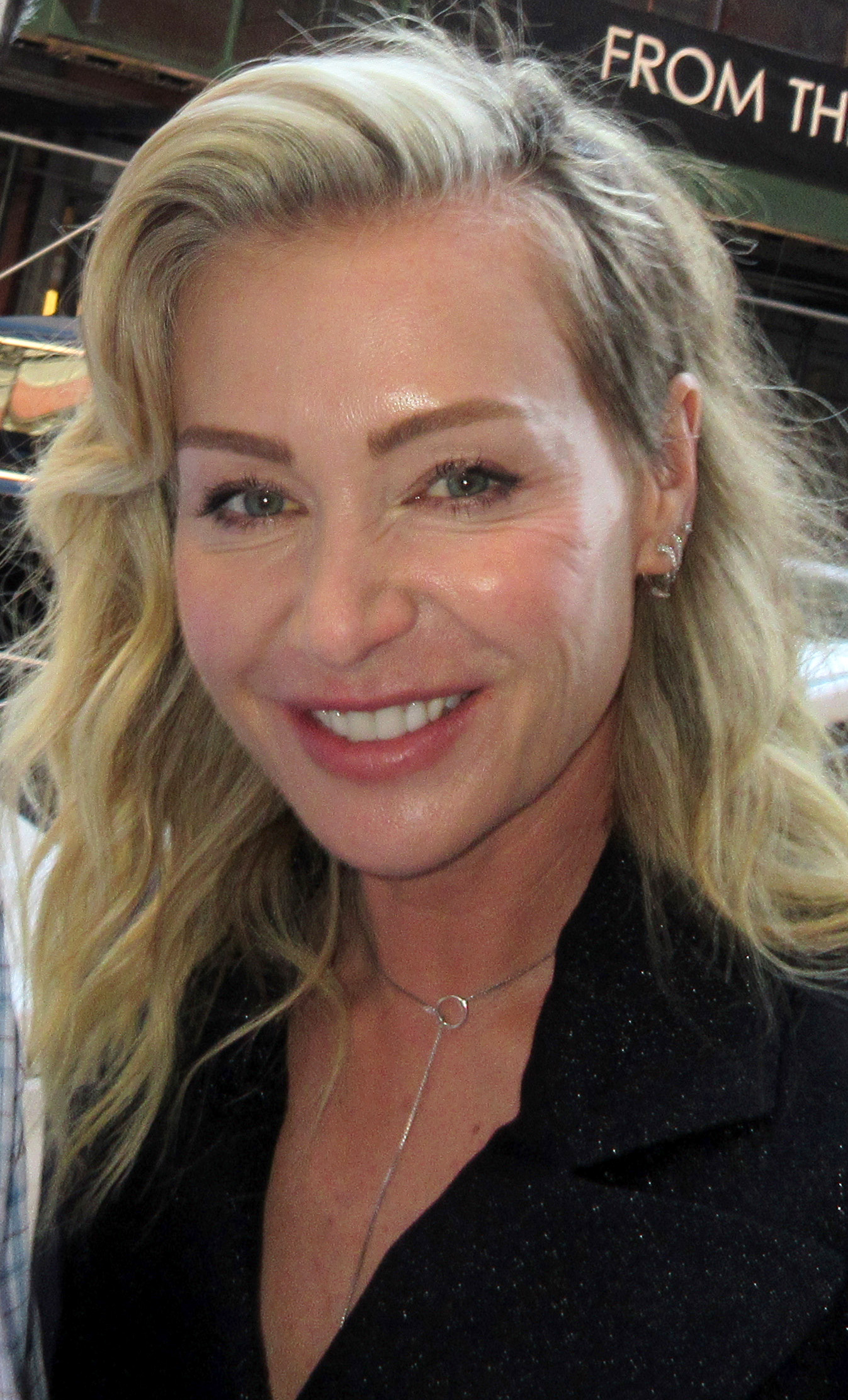
Portia de Rossi (* 1973)

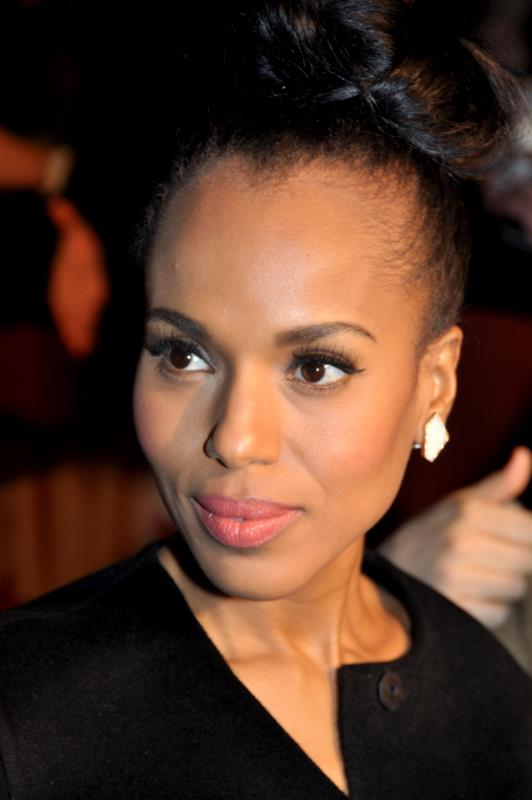
Kerry Washington (* 1977)

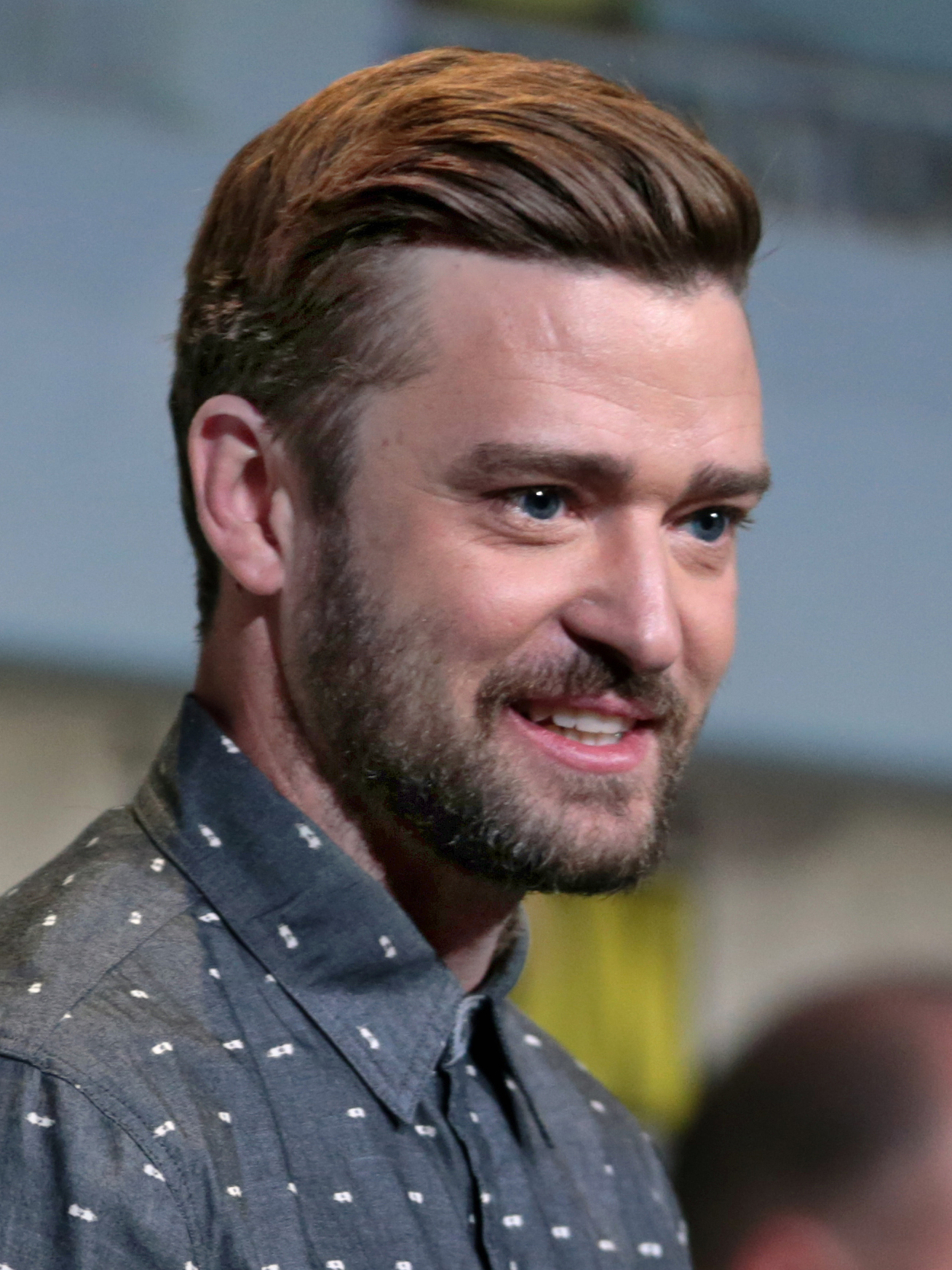
Justin Timberlake (* 1981)

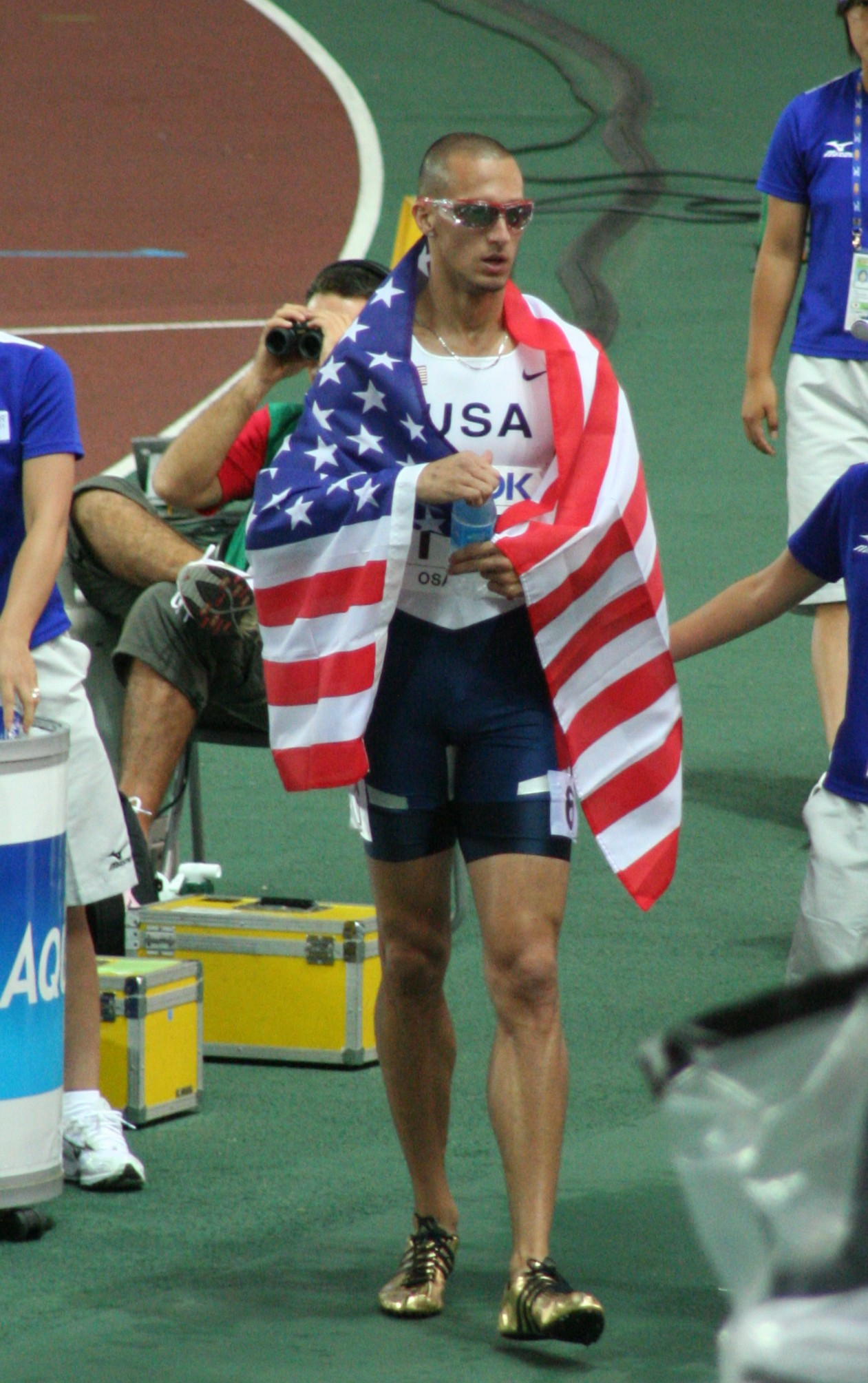
Jeremy Wariner (* 1984)

- 1512 – Jindřich I., portugalský král († 1580)
- 1543 – Iejasu Tokugawa, japonský politik († 1. června 1616)
- 1597 – Jan František Régis, francouzský jezuitský misionář († 30. prosince 1640)
- 1624 – Arnold Geulincx, vlámský filosof († 1669)
- 1673 – Svatý Ludvík z Montfortu, francouzský kněz, teolog, spisovatel († 28. dubna 1716)
- 1712 – Samuel Lišovíni, slovenský duchovní a spisovatel († 4. září 1774)
- 1769 – André-Jacques Garnerin, francouzský průkopník parašutismu († 18. srpna 1823)
- 1797 – Franz Schubert, rakouský hudební skladatel († 19. listopadu 1828)
- 1802 – Nils Ericson, švédský inženýr, stavitel a voják († 8. září 1870)
- 1830 – James G. Blaine, americký politik a kandidát na prezidenta Spojených států amerických († 27. ledna 1893)
- 1835 – Lunalilo, havajský král († 2. února 1874)
- 1840 – William Pittenger, hrdina americké občanské války († 24. dubna 1904)
- 1841 – Laza Kostić, srbský básník († 26. listopadu 1910)
- 1854 – Stefan Stambolov, bulharský politik († 6. června 1895)
- 1868 – Theodore William Richards, americký chemik, nositel Nobelovy ceny za chemii († 2. dubna 1928)
- 1869 – Albert Škarvan, slovenský esperantista († 29. března 1926)
- 1872 – Zane Grey, americký spisovatel († 23. října 1939)
- 1875 – Lidija Aleksejevna Čarská, ruská spisovatelka a divadelní herečka († 18. března 1938)
- 1879 – Boris Savinkov, ruský spisovatel a revolucionář († 7. května 1925)
- 1881 – Irving Langmuir, americký chemik, nositel Nobelovy ceny za chemii († 16. srpna 1957)
- 1883 – Emil Voigt, britský olympijský vítěz v běhu na 5 mil († 16. října 1973)
- 1884
  - Theodor Heuss, první prezident Spolkové republiky Německo († 12. prosince 1963)
  - Mammad Amin Rasulzade, ázerbájdžánský politik († 6. března 1955)
- 1885 – Einar Erici, švédský lékař, varhanář a fotograf († 10. listopadu 1965)
- 1889 – Wolf Gold, signatář izraelské deklarace nezávislosti († 8. dubna 1956)
- 1892 – Eddie Cantor, americký komik, tanečník a zpěvák († 10. října 1964)
- 1902 – Alva Myrdalová, švédská politička, nositelka Nobelovy ceny míru († 1. února 1986)
- 1903
  - Ivar Johansson, švédský zápasník, olympijský vítěz († 4. srpna 1979)
  - Johannes Schwarzenberg, rakouský diplomat († 26. května 1978)
- 1905 – John O'Hara, americký spisovatel († 11. dubna 1970)
- 1909 – Uberto Bonetti, italský malíř († 10. dubna 1993)
- 1910 – Giorgio Perlasca, italský obchodník a zachránce židů za holocaustu († 15. srpna 1992)
- 1911 – Baba Vanga, bulharská nevidomá věštkyně († 11. srpen 1996)
- 1915 – Alan Lomax, americký muzikolog a folklorista († 19. července 2002)
- 1921
  - Mario Lanza, americký tenor a hollywoodská filmová hvězda († 7. října 1959)
  - John Agar, americký herec († 7. dubna 2002)
- 1923
  - Norman Mailer, americký spisovatel († 10. listopadu 2007)
  - Jorge María Mejía, argentinský kardinál († 9. prosince 2014)
- 1924 – Tengiz Abuladze, gruzínský filmový režisér († 6. března 1994)
- 1926
  - Lev Russov, ruský malíř († 20. února 1987)
  - Johannes Joachim Degenhardt, německý arcibiskup Paderbornu a kardinál († 25. července 2002)
- 1928
  - Chuck Willis, americký zpěvák a textař († 10. dubna 1958)
  - Dušan Džamonja, makedonský sochař († 14. ledna 2009)
- 1929
  - Rudolf Ludwig Mössbauer, německý fyzik, nositel Nobelovy ceny († 2011)
  - Jean Simmonsová, britská herečka († 22. ledna 2010)
- 1930 – Al De Lory, americký hudební producent, aranžér, hudebník a dirigent († 5. února 2012)
- 1933 – Joseph D. Early, americký politik († 9. listopadu 2012)
- 1934 – Gene DeWeese, americký spisovatel († 19. března 2012)
- 1935 – Kenzaburó Óe, japonský spisovatel, nositel Nobelovy ceny † 3. března 2023)
- 1937
  - Philip Glass, americký hudební skladatel
  - Suzanne Pleshette, americká herečka († 19. ledna 2008)
  - Anatolij Alexejevič Karacuba, ruský matematik († 28. září 2008)
- 1938 – Beatrix, bývalá nizozemská vládnoucí královna
- 1939 – Romualdas Ozolas, litevský politik a veřejný činitel
- 1940 – Kalevi Numminen, finský hokejový obránce a trenér
- 1941 – Eugène Terre'Blanche, jihoafrický politik a aktivista († 3. dubna 2010)
- 1942
  - Daniela Bianchi, italská herečka
  - Derek Jarman, britský režisér a spisovatel († 19. února 1994)
- 1944 – Charlie Musselwhite, americký bluesový hráč na foukací harmoniku a kytaru
- 1945 – Joseph Kosuth, americký umělec
- 1946 – Michael Drosnin, americký investigativní novinář a spisovatel
- 1949 – Ken Wilber, americký filosof
- 1950 – John Kerr, americký spisovatel
- 1951 – Phil Manzanera, britský kytarista (Roxy Music)
- 1953
  - Peter Peteraj, slovenský kytarista
  - Jacek Chmielnik, polský filmový a divadelní herec, dramatik († 22. srpna 2007)
- 1954 – Adrian Vandenberg, nizozemský hudebník (Whitesnake)
- 1955 – Virginia Ruziciová, rumunská tenistka
- 1956 – Johnny Rotten, britský muzikant (Sex Pistols)
- 1959
  - Anthony LaPaglia, australský herec
  - Kelly Lynch, americká herečka
  - Arto Härkönen, finský olympijský vítěz v hodu oštěpem
  - Mickey Simmonds, britský studiový klávesista a skladatel
- 1960
  - Željko Šturanović, premiér Černé Hory († 3. června 2014)
  - Grant Morrison, skotský komiksový scenárista
- 1964
  - Jeff Hanneman, americký muzikant (Slayer) († 2. května 2013)
  - Oto Haščák, slovenský hokejista
- 1966
  - Jorge González, argentinský basketbalista a profesionální wrestler († 22. září 2010)
  - Jyrki Järvilehto, finský automobilový závodník a bývalý pilot Formule 1
  - Dexter Fletcher, britský herec
- 1969 – Rafael Guijosa, španělský házenkář
- 1970 – Minnie Driver, britská herečka
- 1973 – Portia de Rossi, australská herečka
- 1976 – Traianos Dellas, řecký fotbalista
- 1977 – Kerry Washingtonová, americká herečka
- 1979 – Daniel Tammet, britský autistický vědec
- 1981 – Justin Timberlake, americký zpěvák
- 1982
  - Elena Paparizou, řecká zpěvačka
  - Maret Aniová, estonská tenistka
- 1983 – Fabio Quagliarella, italský fotbalista
- 1984
  - Jeremy Wariner, americký atlet
  - Michail Grabovskij, běloruský lední hokejista
- 1986
  - Walter Dix, atlet USA
  - Pauline Parmentierová, francouzská tenistka
- 1988 – Nemani Nadolo, fidžijský ragbista
- 1992 – Alexandr Loginov, ruský biatlonista
- 1996 – Joel Courtney, americký herec
- 2000 – Julián Álvarez, argentinský fotbalista

## Úmrtí

### Česko

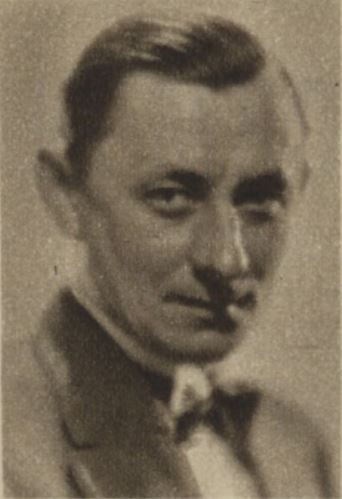
Vlasta Burian († 1962)

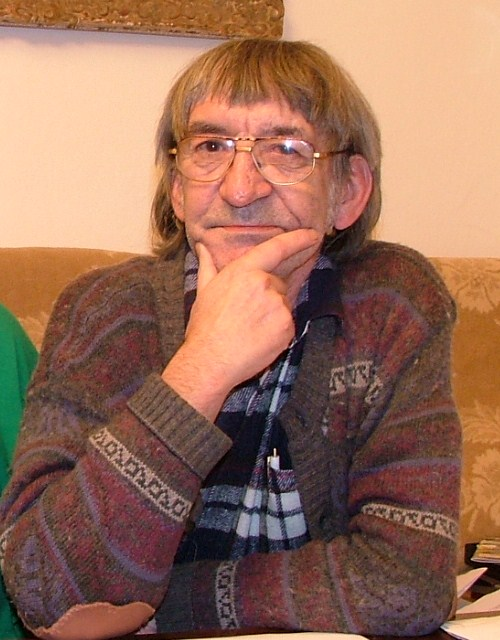
Michal Bukovič († 2008)

- 1681 – Marie Justina ze Schwarzenbergu, česká šlechtična (* 1618)
- 1818 – Jan Jiří Grasel, jihomoravský a rakouský bandita a loupežník (* 4. dubna 1790)
- 1858 – Václav Mánes, malíř (* 1793)
- 1886 – Wolfgang Kusý, právník a politik (* 31. října 1842)
- 1887
  - Jan Bohuslav Miltner, středoškolský profesor a historik (* 31. března 1841)
  - Josef Zít, lékař-pediatr (* 1850)
- 1896 – Josef Jiří Kolár, herec, režisér, překladatel, spisovatel (* 9. února 1812)
- 1899 – Jan Malýpetr, učitel tělocviku, spoluzakladatel Sokola (* 29. května 1815)
- 1910 – Gustav Walter, český operní pěvec (* 11. února 1834)
- 1929 – Jan Karafiát, evangelický farář (* 4. ledna 1846)
- 1938 – Alois Provazník, varhaník a hudební skladatel (* 9. ledna 1856)
- 1944 – J. L. Topol, spisovatel (* 12. února 1878)
- 1946 – Václav Radimský, malíř-krajinář (* 6. října 1867)
- 1951 – Bohuslav Stanislav Jarolímek, opat Strahovského kláštera (* 14. ledna 1900)
- 1958 – Rudolf Saliger, rektor na technické univerzity ve Vídni (* 1. února 1873)
- 1962 – Vlasta Burian, herec (* 9. dubna 1891)
- 1966 – Alois Srdce, knihkupec a nakladatel (* 25. května 1888)
- 1969 – Jaroslav Brůha, sochař a medailér (* 11. února 1889)
- 1970 – Jan Oswald, geolog, mineralog a spisovatel (* 30. ledna 1890)
- 1972 – Pavel Roman, československý krasobruslař (* 25. ledna 1943)
- 1982 – Jiří Srnka, hudební skladatel (* 19. srpna 1907)
- 1984 – Josef Charvát, lékař, zakladatel české endokrinologie (* 6. srpna 1897)
- 1990 – Amedeo Molnár, teolog, vysokoškolský pedagog a historik (* 23. ledna 1923)
- 1993 – Sáva Šabouk, historik umění (* 12. ledna 1933)
- 1996 – Eduard Fusek, československý politik (* 20. prosince 1901)
- 1997 – Marie Bayerová, filozofka, překladatelka (* 2. ledna 1922)
- 2007 – Milan Opočenský, teolog, filozof, duchovní Českobratrské církve evangelické (* 5. července 1931)
- 2008
  - František Čapek, kanoista, olympionik (* 24. října 1914)
  - Michal Bukovič, textař (* 17. září 1943)
- 2010 – Jiří Havlis, veslař, olympijský vítěz 1952 (* 16. listopadu 1932)
- 2014 – Jiří Fiedler, historik, redaktor, překladatel a muzejník (* 4. března 1935)
- 2016 – Ladislav Helge, režisér (* 21. srpna 1927)

### Svět

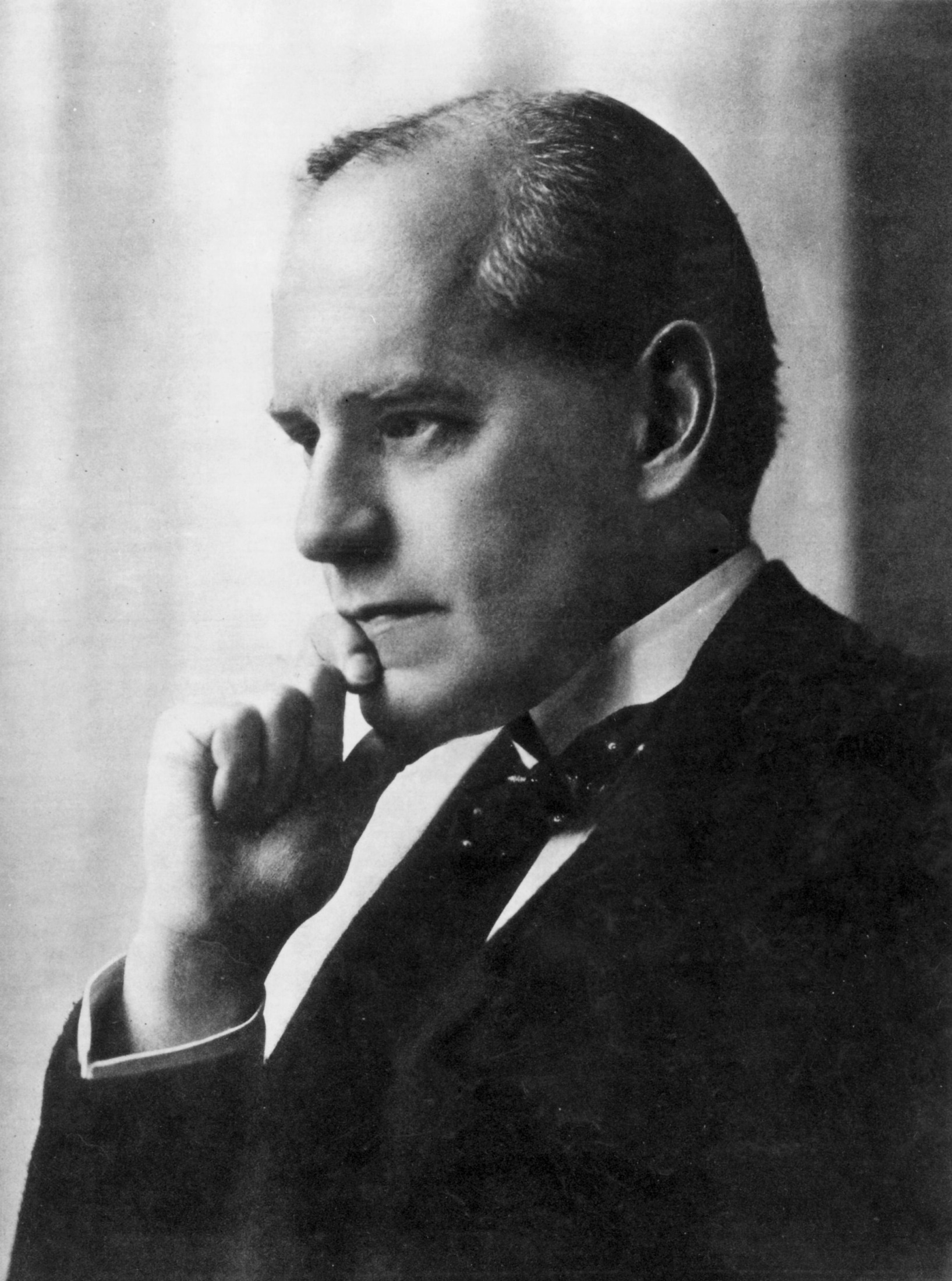
John Galsworthy († 1933)

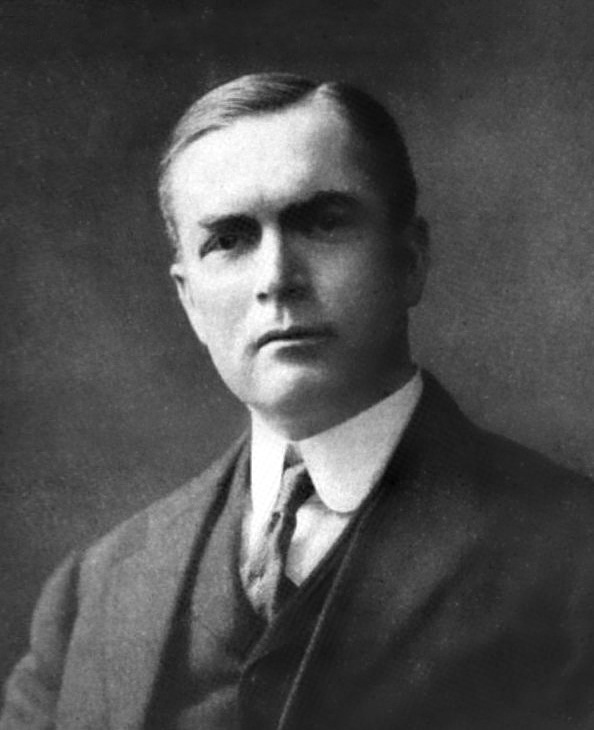
John Mott († 1955)

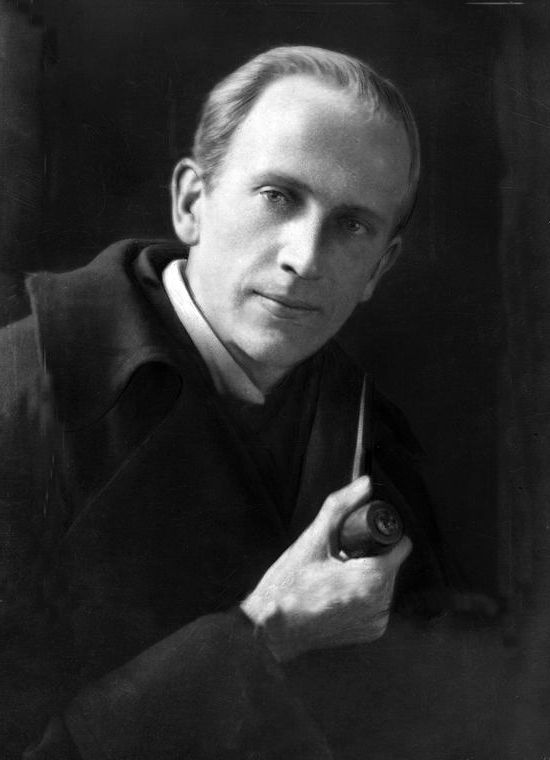
Alan Alexander Milne († 1956)

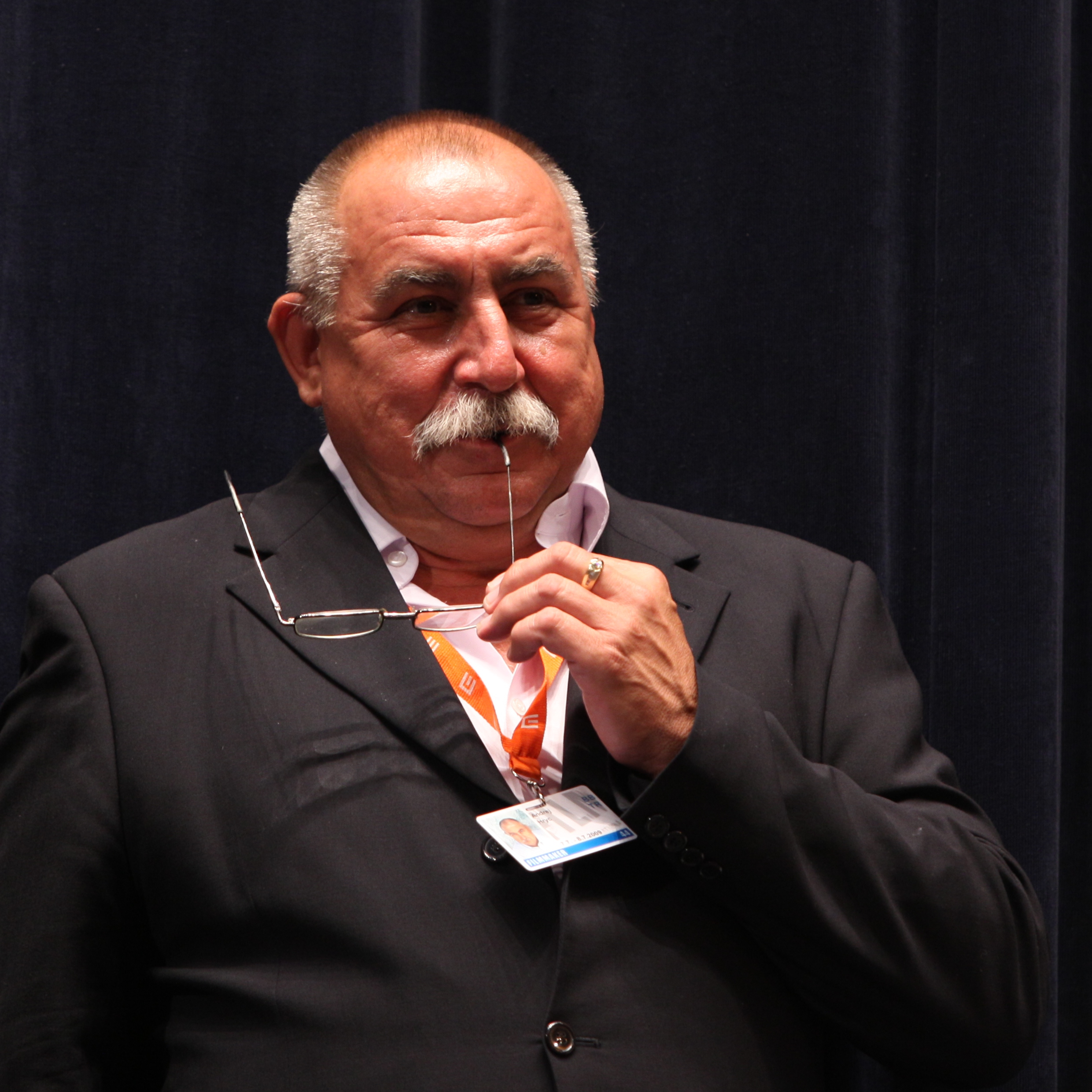
Andrej Hryc († 2021)

- 0876 – Hemma z Altdorfu, východofranská královna (* 808)
- 1388 – Jana z Armagnacu, vévodkyně z Berry a Auvergne (* 1346)
- 1580 – Jindřich I., portugalský král (* 1512)
- 1606 – Guy Fawkes, anglický voják a katolický terorista (* 13. dubna 1570)
- 1729 – Jacob Roggeveen, nizozemský admirál a průzkumník (pokřtěn 1. února 1659)
- 1736 – Filippo Juvarra, italský architekt a divadelní výtvarník (* 7. března 1678)
- 1788 – Karel Eduard Stuart, jakobitský uchazeč o trůn Anglie, Skotska a Irska (* 31. prosince 1720)
- 1790 – Juraj Sklenár, slovenský historik (* 20. února 1744)
- 1799 – Francis Osborne, 5. vévoda z Leedsu, britský státník, diplomat a šlechtic (* 29. ledna 1751)
- 1815 – Karolina Meineke, manželka anglického krále Viléma IV. (* 27. listopadu 1768)
- 1854 – Silvio Pellico, italský spisovatel a dramatik (* 24. června 1788)
- 1856 – Khädub Gjamccho, 11. tibetský dalajláma (* 19. prosince 1838)
- 1888 – Jan Bosco, italský kněz (* 16. srpna 1815)
- 1891 – Ernest Meissonier, francouzský malíř a sochař (* 21. února 1815)
- 1892 – Charles Spurgeon, britský náboženský reformátor, baptista (* 19. června 1834)
- 1899 – Marie Luisa Bourbonsko-Parmská, princezna parmská a kněžna bulharská (* 17. ledna 1870)
- 1923 – Eligiusz Niewiadomski, polský malíř (* 1. prosince 1869)
- 1924 – Curt von Bardeleben, německý šachový mistr (* 4. března 1861)
- 1933 – John Galsworthy, anglický prozaik, nositel Nobelovy ceny (* 14. srpna 1867)
- 1944 – Jean Giraudoux, francouzský spisovatel, dramatik a diplomat (* 29. října 1882)
- 1948
  - Marie Luisa Hannoverská, hannoverská, britská a bádenská princezna (* 11. října 1879)
  - Oscar Slater, oběť justičního omylu] (* 8. ledna 1872)
- 1955 – John Mott, americký vůdce YMCA, nositel Nobelovy ceny míru (* 25. května 1865)
- 1956 – Alexander A. Milne, anglický spisovatel (* 18. ledna 1882)
- 1961 – Max Burchartz, německý grafik, typograf a fotograf (* 28. července 1887)
- 1966 – George Goulding, kanadský olympijský vítěz v chůzi na 10 kilometrů (* 16. listopadu 1884)
- 1970
  - Slim Harpo, americký bluesový hudebník (* 11. ledna 1924)
  - Michail Leonťjevič Mil, ruský konstruktér vrtulníků (* 22. listopadu 1909)
- 1972
  - Matvěj Vasiljevič Zacharov, sovětský generál (* 17. srpna 1898)
  - Fritiof Nilsson Piraten, švédský humoristický spisovatel (* 4. prosince 1895)
  - Mahéndra, nepálský král (* 11. června 1920)
- 1973 – Ragnar Anton Kittil Frisch, norský ekonom, nositel Nobelovy ceny (* 3. března 1895)
- 1974
  - Glenn Morris, americký olympijský vítěz v desetiboji (* 18. června 1912)
  - Emil Väre, finský zápasník, olympijský vítěz (* 28. září 1885)
  - Halvor Solberg, norský meteorolog (* 5. února 1895)
- 1979 – Grant Green, americký kytarista (* 6. června 1935)
- 1981 – Robert Teldy Naim, francouzský spisovatel (* 16. července 1901)
- 1985 – Józef Mackiewicz, polský spisovatel (* 1. dubna 1902)
- 1989 – Josef Budský, slovenský herec, divadelní režisér, zpěvák a pedagog českého původu (* 1911)
- 2000 – Martin Benrath, německý herec (* 9. listopadu 1926)
- 2003 – Werenfried van Straaten, belgický teolog (* 17. ledna 1913)
- 2004 – Eleanor Holmová, americká plavkyně (* 6. prosince 1913)
- 2008 – Volodia Teitelboim, chilský spisovatel (* 17. března 1916)
- 2009 – Dewey Martin, kanadský bubeník (* 30. září 1940)
- 2010 – Tomas Eloy Martinez, argentinský spisovatel (* 16. července 1934)
- 2012
  - Mike Kelley, americký výtvarník (* 27. října 1954)
  - Leslie Carter, americká herečka a zpěvačka (* 6. června 1986)
  - Dorothea Tanning, americká výtvarná umělkyně (* 25. srpna 1910)
  - Anthony Joseph Bevilacqua, americký římskokatolický kardinál (* 17. června 1923)
- 2014 – Miklós Jancsó, maďarský filmový režisér (* 27. září 1921)
- 2015 – Richard von Weizsäcker, prezident Spolkové republiky Německo (* 15. dubna 1920)
- 2021 – Andrej Hryc, slovenský herec, diplomat a podnikatel (* 30. listopadu 1949)
- 2022 – Voldemaras Novickis, sovětský házenkář (* 22. února 1956)

## Svátky

### Česko
- Marika
- Spytihněv

### Svět
- Nauru: Státní svátek
- Světový den lepry (je-li neděle)
- Slovensko: Emil

### Liturgický kalendář
- Sv. Jan Bosko

## Pranostiky
- Svítí-li na Virgilia slunce, jaro čeká nedaleko.
- Svatý Vigil, mosty z ledu zřídil, když nezřídil, tak je zřítil.

| 31. leden v pražském KlementinuÚdaje jsou platné k 11. 3. 2025. | 31. leden v pražském KlementinuÚdaje jsou platné k 11. 3. 2025. | 31. leden v pražském KlementinuÚdaje jsou platné k 11. 3. 2025. |
| minimum                                                         | denní průměr                                                    | maximum                                                         |
| --------------------------------------------------------------- | --------------------------------------------------------------- | --------------------------------------------------------------- |
| −27,5 °C (1830)                                                 | 1,2 °C (od 1961)                                                | 14,5 °C (2020)                                                  |